# Zhang Zongchang
Zhang Zongchang Zhang Zongchang (chinês: 張宗昌; pinyin: Zhāng Zōngchāng; também romanizado como Chang Tsung-chang; 1881 - 3 de setembro de 1932), conhecido por Xiaokun, foi um senhor da guerra chinês ativo durante a Era dos Senhores da Guerra na China. Membro da camarilha Fengtiana, em 1925, Zhang foi designado como governador da província de Shandong. No exercício desse cargo, governou de maneira negligente e implacável, tratando a região como seu feudo pessoal. Além disso, envolveu-se no contrabando de ópio e manteve mais de 30 Concubinas. Ele era famoso por sua personalidade excêntrica e estilo de vida extravagante, o que lhe rendeu apelidos como "General Dogmeat"; A revista Time o apelidou de "o mais vil senhor da guerra" da China.  As tropas sob o comando de Zhang sofreram uma derrota diante do Exército Nacional Revolucionário Chinês durante a Expedição do Norte em 1928. Posteriormente, ele buscou refúgio no Japão antes de retornar a Shandong em 1932, onde encontrou seu trágico fim, sendo assassinado por um oficial que buscava vingar a morte de seu pai.